# 고독공포증
고독공포증(孤獨恐怖症, Autophobia, monophobia, isolophobia, eremophobia)은 고독(자기중심벽에 병적인 공포, 혹은 홀로 있거나 고독에 대한 두려움)의 특정 공포증이다. 환자들은 물리적으로 혼자가 아니어도 되지만, 스스로 무시당하고, 사랑을 받지 못하고, 침입자에 의해 위협받고 있다고 생각한다. 증상은 불안장애(anxiety disorder)와 관련이다.

## 증상
고독공포증 증상은 경우에 따라 다양하지만, 공통적으로 겪는 증상도 있다. 혼자 있거나 고립될 상황에 대하여 생각할 때 느끼는 강렬한 우려와 불안은 가장 흔한 고독공포증 증상이다. 고독공포증 환자는 혼자 남겨질 때 발생하기 위하여 대기하고 있는 재앙이 임박했다고 믿는다. 이 때문에 고독증환자는 혼자 있는 상황을 극도로 회피하는 경우에까지 이른다. 그러나 고독공포증 환자는 버려졌다는 느낌을 받는 물리적 고립에 있을 필요는 없다. 고독공포증 환자는 번화가나 사람들 속에 있어도 완전히 고립되었다고 느낄 것이다. 경계선성격장애(borderline personality disorder)로 진단받은 사람들이 고독공포증도 진단되는 경우에 대한 연관이 있기도 했다. 아래는 고독공포증과 관련된 기타 증상들이다.
- 정신적 증상(Mental symptoms)

  - 기절에 대한 공포

  - 질병 외에 다른 것에 어떠한 집중도 할 수 없는 것

  - 미쳐버릴 것 같은 두려움

  - 또렷하게 사고하지 못함

- 정서적 증상(Emotional symptoms)

  - 혼자 있게 될 거라 예상될 때 스트레스 발생
  - 고립될 것이라는 두려움

- 신체적 증상(Physical symptoms)

  - 어지러움, 현기증

  - 발한

  - 떨림

  - 메스꺼움

  - 오한과 전신의 열감

  - 마비 혹은 따끔거리는 느낌

  - 입마름

  - 심박수 증가

## 치료
고독공포증은 혼자 있을 때 가벼운 혹은 극단적인 위험 혹은 공포의 감정을 느끼게 하는 불안(anxiety) 형태의 하나이다. 증상은 사람마다 다르게 나타나기에 특정한 치료법은 없다. 환자 대부분은 혼자 있는 시간을 서서히 늘리는 심리치료를 받는다. 고독공포증에 직접적으로 효과적인 치료약물은 없다는 것이 현재까지의 잠정적 연구결과이다. 다만 불안이 지나치게 강렬해지는 경우 환자는 치료의 일부로서 불안을 잠재워줄 약물을 처방받기도 한다.
환자 자신이 불안증을 가지고 있다는 사실을 모르거나 도움을 요청하려는 생각을 거부하는 사례는 드물지 않다. 약물남용(substance abuse)처럼 고독공포증도 정신적 신체적 질병이며, 따라서 의학전문가로부터 도움을 받아야 한다. 약물은 증상을 안정시키고 약물남용을 막으려는 경우에 사용된다. 집단치료와 개인치료는 증상을 완화하고 공포증을 치료하는 데에 도움이 된다.
가벼운 고독공포증의 경우 치료법이 단순할 수도 있다. 치료가는 혼자 있는 상황에서도 혼자 있지 않는 것처럼 느끼게 하는 치료법들을 환자에게 제시한다. 예를 들어 혼자 심부름 갈 때 음악을 듣게 하거나 집에 혼자 있을 때 TV를 켜게 하거나 하는 식이다. 이러한 소리들은 배경 소음에 불과하지만, 이런 소음이 혼자 있는 상황에서 발생하는 침묵을 깸으로써 고독공포증 환자에게 큰 도움이 되기도 한다.
주의해야 할 것은, 때때로 외롭다고 느낀다고 해서 고독공포증이라고 말할 수는 없다는 것이다. 대부분 사람들이 종종 외로움을 느끼는 것은 당연한 현상이다. 공포가 일상생활을 영위하는 데에 지장을 줄 정도일 때만 비로소 고독공포증일 수 있다고 보는 것이다.

## 같이 보기
- 경계선성격장애
- 공포증 목록
- 불안장애